# 37720 Kawanishi
37720 Kawanishi este un asteroid din centura principală de asteroizi.

## Descriere
37720 Kawanishi este un asteroid din centura principală de asteroizi. A fost descoperit pe 23 septembrie 1996 la Nanyo de Tomimaru Okuni. Asteroidul prezintă o orbită caracterizată de o semiaxă mare de 2,38 ua, o excentricitate de 0,22 și o înclinație de 2,8° în raport cu ecliptica.